# Стоголовник польовий
Стоголовник польовий, стоголовник посівний як Vaccaria segetalis (Vaccaria hispanica) — вид рослин з родини гвоздикових (Caryophyllaceae), поширений у Європі, Північній Африці, Азії.

## Опис
Однорічна трав'яниста рослина 20–100 см заввишки. Рослина гола, сиза. Листові пластинки 2–10 см, основа від клиноподібної до серцеподібної. Суцвіття відкриті, 16–50(100)-квіткові. Квітконіжки (5)10–30(55) мм. Чашечка зелена, 1–1.5 см × 5–10 мм; зубці чашечки трикутні. Пелюстки 1.4–1.7 см × 2–3 мм; кіготь зеленуватий, вузько-клиноподібний; кінцівка рожевого кольору. Коробочка 8–10 мм. Насіння від червоно-коричневого до чорного кольору, шириною 2-2.5 мм. 2n = 30.

## Поширення
Вид поширений у Європі крім півночі, Північній Африці, Азії; інтродукований до Канади, США, пд.-сх. південної Америки, деяких територій Африки й Азії.
В Україні вид зростає на відкритих місцях, бур'ян — на всій території.